# Hanna (keresztnév)
A Hanna női név két női név egybeesése: a Johanna rövidülése és az Anna eredeti héber alakja. A 'Hanna' keresztnév héber eredetű és 'kegyes', 'kegyelmet adó' jelentéssel bír.

## Rokon nevek
- Hanka:[1] a Hanna szláv beceneve.[2]

Anna és származékai, Johanna

## Gyakorisága
Az 1990-es években igen ritka név volt, de a 2000-es években fokozatosan egyre népszerűbb lett, 2003–2005-ben még csak a 15-29. helyen állt, de 2006, 2007-ben a 7. majd a 4. helyen, míg 2008-ban a 2. leggyakrabban adott női név lett. A Hanka szórványos név volt a 90-es években, a 2000-es években pedig nem szerepel a 100 leggyakoribb női név között.

## Névnapok
Hanna:
- március 28.[2]
- május 20.[2]
- május 30.[2]

Hanka:
- május 24.[2]

## Híres Hannák, Hankák
- G. Ferenczy Hanna író, az Irodalmi Rádió szerzője
- Hannah Arendt német zsidó származású filozófus
- Hanna Beth amerikai modell
- Hanna Ljungberg svéd labdarúgó
- Hana Mandlíková csehszlovák, később ausztrál teniszezőnő
- Hanna Mela festőművész
- Hannah Murray angol színésznő
- Hanna Pakarinen finn énekesnő
- Hana Šromová cseh teniszezőnő
- Honthy Hanna színésznő, primadonna
- Szenes Hanna költő, a palesztin zsidó ellenállási mozgalom harcosa